# 利尔费尔德
利尔费尔德是德国莱茵兰-普法尔茨州的一个市镇。总面积1.71平方公里，总人口84人，其中男性40人，女性44人（2011年12月31日），人口密度49人/平方公里。